# Мордехай Вануну
Мордехай Вануну (івр. מרדכי ואנונו) (народився 14 жовтня, 1954 р. Марракеш Марокко) — ізраїльський технік-ядерщик, відомий завдяки розкриттю ядерної програми Ізраїлю у британській пресі. Походить із родини марокканських євреїв, переїхав у Ізраїль у дев’ятирічному віці. По закінченні Тель-авівського університету працював у центрі ядерних дослідів. У цьому центрі у 1986 р. Вануну зробив фотографії об’єктів ядерних дослідів Ізраїлю і вивіз їх у Велику Британію. Після їх публікації і скандалу ізраїльська розвідка виманила Вануну до Італії, де він був викрадений та доставлений до Ізраїлю. За вироком суду був визнаний винним у зраді і провів у в’язниці 18 років, 11 з них в одиночній камері. У 2004 р. був звільнений, але за порушення умов дострокового звільнення був знову виданий ордер на його арешт. У 2007 р. Міжнародна амністія проголосила Мордехая Мануну в’язнем сумління і закликала Ізраїль звільнити його.